# Эльякуриа, Игнасио
Игнасио Эльякуриа (Эльякурия, исп. Ignacio Ellacuría; 9 ноября 1930 или 9 сентября 1930, Португалете, Страна Басков — 16 ноября 1989 или 16 сентября 1989, Сан-Сальвадор) — католический священник-иезуит, философ и теолог. Представитель теологии и философии освобождения, выступавший в защиту бедных и угнетённых жителей Сальвадора. Вместе с пятью другими иезуитскими священниками-преподавателями, работницей и её дочерью убит сальвадорскими военными в ходе бойни в католическом  центре Центральноамериканского университета.

## Биография
Закончив в 1947 году колледж иезуитов в Туделе (Наварра), Эльякуриа в 17-летнем возрасте стал послушником в ордене иезуитов и в следующем году был направлен в центральноамериканскую республику Сальвадор, где прожил и проработал большую часть своей жизни до своего кровавого убийства в 1989 году.
Некоторое время он также провёл в Эквадоре, изучая гуманитарные науки и философию в Кито. В 1958 году Эльякуриа изучал в Инсбруке, Австрия теологию у одного из теоретиков католического обновления второй половины XX века, связанного со Вторым Ватиканским собором — Карла Ранера.
Затем возвращался в Испанию, чтобы с 1962 по 1965 год проучиться на докторантуре в Мадриде в Университете Комплутенсе под руководством баскского философа Ксавьера (Хавьера) Субири, следуя философской мысли наставника. Сотрудничая с Субири и в дальнейшем, Эльякуриa спорадически наведывался в Мадрид.
В 1967 он окончательно осел в Сальвадоре, чтобы посвятить себя Центральноамериканскому университету имени Хосе Симеона Каньяса (UCA), основанному в 1965 году. Внёс в качестве доцента и профессора философии, а затем и ректора, большой вклад в работу этого университета. Среди прочего, Эльякуриа отвечал за разработку программы подготовки центральноамериканских священников-иезуитов.
В 1972 году он был назначен директором философского департамента (замещавшего отсутствующий философский факультет), а в 1979 году — ректором университета, в должности которого пребывал до своей гибели.
После убийств ультраправыми боевиками иезуита отца Рутилио Гранде и архиепископа Оскар Ромеро отправлялся в вынужденные изгнания в Испанию (с марта 1977 по август 1978 года и с конца 1980 года), используя это время для издания работ своего учителя Субири, редактирования основанного им со своим коллегой и единомышленником Жоном Собрино журнала «Revista Latinoamericana de Teología», а также привлечения внимания мировой общественности к террору в Сальвадоре.
С начала гражданской войны в Сальвадоре в 1980 году призывал к прекращению насилия и мирному разрешению конфликта посредством переговоров. Возвращаясь 13 ноября 1989 года в Сальвадор, он намеревался выступить посредником в мирном процессе.

## Идеи
Научная работа Эльякуриа была важным вкладом в «философию освобождения». Эта школа философии была связана с работами таких мыслителей, как Аугусто Саласар Бонди (1925—1974), Леопольдо Сеа (1912—2004), Энрике Дуссель (род. 1934) и Артуро Андрес Роиг (1922—2012). Она нацелена на освобождение угнетённых, «чтобы достичь всей полноты человечности». Эльякуриа ратовал за принятие теологией научных достижений, а также был активным сторонником и участником движения теологии освобождения.
Его философия изначально исходит из критики Субири западной философии, со времён Парменида отделяющей чувственное восприятие от разума. В своём труде «Философия исторической реальности» он развивает эти положения, чтобы учесть, во всей её комплексности, структуру и динамизм исторической реальности, понятой как объект и исходный пункт отправления философии, и с политическим прицелом осмысливать и освещать соответствующую историческую практику освобождения. Человеческая история для него состоит в последовательно создаваемых новых возможностях наряду с оставлением полей других альтернатив. В силу этого история не может пониматься как неумолимый прогресс к идеальной цели, ведь она не предопределяется, но свершается с самого начала человеческой деятельности на основании системы возможностей, возникающей в каждой ситуации и в каждом моменте исторического процесса.
В своей последней речи в Барселоне в начале ноября 1989 года по случаю вручения Центральноамериканскому университету международной премии им. Альфонсо Комина, Эльякурия вновь подтвердил важность эмансипативного измерения интеллектуальной деятельности в рамках его радикальной критики цивилизации капитала и альтернативного предложения «цивилизации труда».

## Убийство
Политические выводы из приверженности Эльякуриа своим идеям встретили решительное противодействие со стороны консервативных религиозных и политических сил в Сальвадоре. Это противостояние сделало Эльякуриа одной из мишеней для ультраправых «эскадронов смерти» и сальвадорской армии, ведущих гражданскую войну против левых повстанцев из Фронта национального освобождения имени Фарабундо Марти (ФНОФМ). На счету правых сил Сальвадора было уже немало убийств представителей прогрессивного духовенства, включая архиепископа Оскара Ромеро, священника-иезуита Рутилио Гранде, священника-францисканца Санти Спессотто и четверых монахинь из США.
Игнасио Эллакуриа, четверо его испанских собратьев-иезуитов (заведующий университетским отделением социологии и директор Института прав человека Сегундо Монтес, заместитель директора Центра монсеньора Ромеро при университете Хуан Рамон Морено, философ и бывший декан университета в Манагуа Амандо Лопес, теолог и теоретик «психологии освобождения» Игнасио Мартин-Баро, также известный мыслитель) и сальвадорский преподаватель-иезуит Хоакин Лопес, а также их экономка и повар Эльба Рамос и её пятнадцатилетняя дочь Селина, были убиты военными батальона «Атлакатль» по приказу высшего армейского командования на завершающем этапе сальвадорской гражданской войны (как позже оказалось, один из священников, придерживавшийся левых взглядов, участвовал в мирных переговорах в качестве посредника между властями и марксистскими повстанцами).
Утром 16 ноября в комплекс университета ворвались десятки силовиков, окружили здание, где проживали иезуиты, и вывели пятерых из них в сад, после чего расстреляли вместе с работницей и её дочерью. Спрятавшегося внутри Хоакина Лопеса также обнаружили и застрелили. После этого военные также разорили университетский Центр монсеньора Ромеро.

## Последствия убийства и память

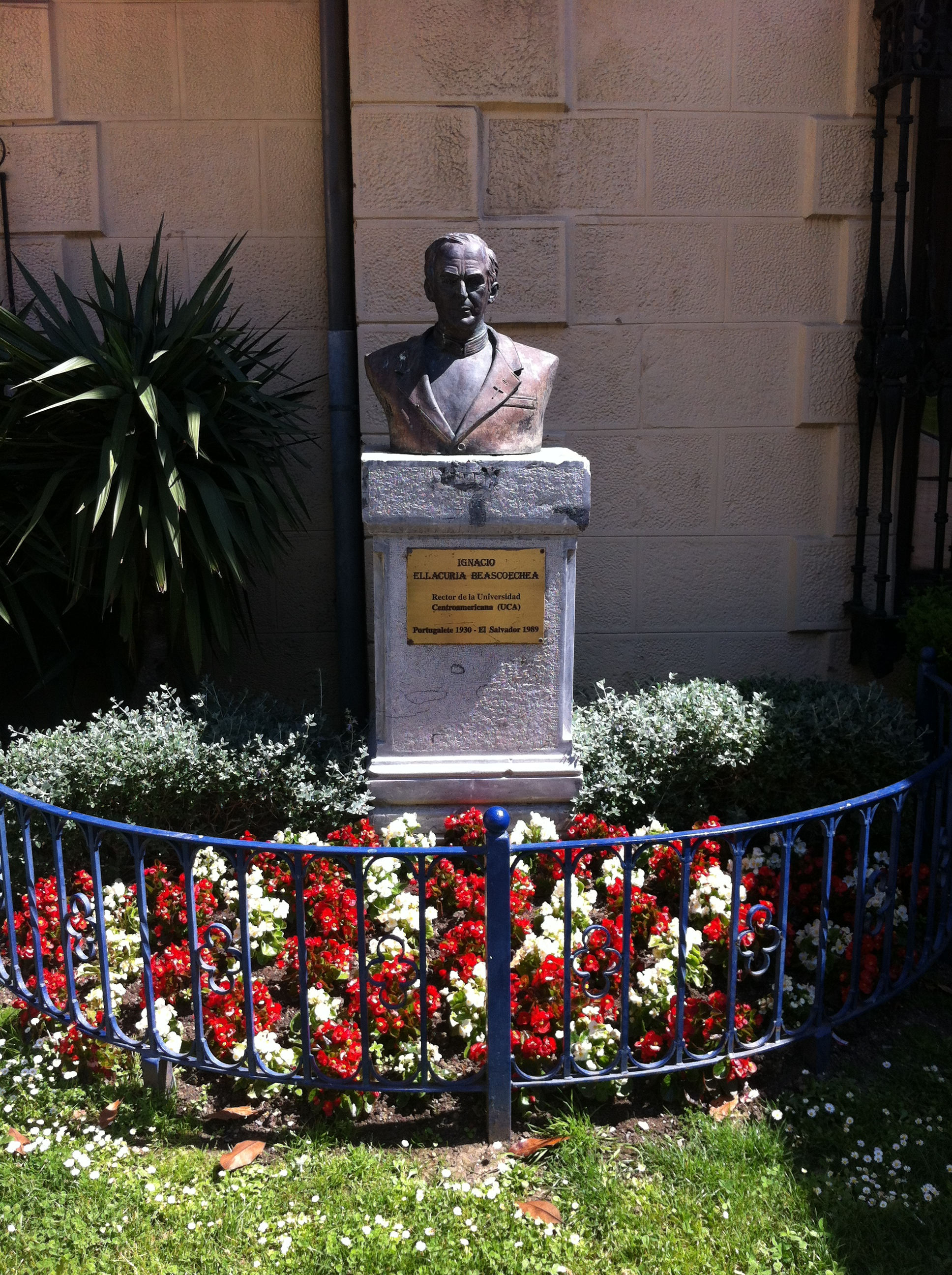
Памятник Эльякуриа

Убийство Эльякуриа с пятью другими иезуитскими священниками и двумя работницами в студенческом городке Сан-Сальвадора стало поворотным моментом для гражданской войны в Сальвадоре и последующей истории страны. Известия об этом преступлении усилили международное давление на правительство Сальвадора, в итоге вынудившее его подписать Чапультепекские мирные соглашения с партизанской организацией ФНОФМ и завершить войну. После трагедии идеи Эллакуриа, с которыми ранее были знакомы лишь в Латинской Америке и Испании, стали известны во всём мире.
При этом наказания за расстрел отца Эльякуриа и остальных жертв не понёс никто. Сальвадорские власти признали случившеемя делом рук военных лишь в январе 1990 года под давлением многочисленных доказательств. В 1991 году исследователи выяснили, что непосредственный приказ об убийстве священников отдал министр обороны Сальвадора, генерал Рене Эмилио Понсе. В докладе созданной ООН Комиссии правды для Сальвадора утверждается, что в ночь на 16 ноября 1989 году генерал Понсе в присутствии нескольких военных приказал полковнику Гильермо Альфредо Бенавидесу убить священника Эллакуриа, не оставляя свидетелей.
Спустя 20 лет, в 2008 году, испанские правозащитники совместно с североамериканским Центром за правосудие и ответственность (CJA) выдвинули обвинения против бывшего президента Сальвадора с 1989 под 1994 год Альфредо Кристиани Буркарда, который как глава государства и верховный главнокомандующий считается ответственным за данную «акцию», и еще 14 военачальников в причастности к убийству шести священников и двух женщин.
В 2011 году по запросу испанского суда Интерпол выдал ордер на арест 18 сальвадорских военных чинов, подозреваемых в причастности к расстрелу, однако половина из них укрылась в казармах сальвадорской армии, а Верховный суд Сальвадора отверг ордеры. Был задержан только находившийся на территории США полковник и бывший замминистра Иносенте Монтано, которому после экстрадиции в Испанию в 2017 году угрожает до 150 лет тюремного заключения.
В 2008 году в Испании правительство Страны Басков учредило Премию имени Игнасио Эльякуриа по сотрудничеству и развитию.

## Избранные труды
- Ellacuría, Ignacio, Veinte Años de Historia en El Salvador: Escritos Políticos [VA], 3 тома, 2-е издание, San Salvador: UCA Editores, 1993
- Ellacuría, Ignacio, Escritos Universitarios [EU], San Salvador: UCA Editores, 1999.
- Ellacuría, Ignacio, Filosofía de la Realidad Histórica, San Salvador: UCA Editores, 1990.
- Ellacuría, Ignacio, Escritos Filosóficos [EF], 3 тома, San Salvador: UCA Editores, 1996—2001.
- Ellacuría, Ignacio, Escritos Teológicos [ET], 4 тома, San Salvador: UCA Editores, 2000—2002
- Ellacuría, Ignacio, «Filosofía y Política» [1972], VA-1, pp. 47-62
- Ellacuría, Ignacio, «Liberación: Misión y Carisma de la Iglesia» [1973], ET-2, pp. 553—584
- Ellacuría, Ignacio, «Diez Años Después: ¿Es Posible una Universidad Distinta?» [1975], EU, pp. 49-92
- Ellacuría, Ignacio, «Hacia una Fundamentación del Método Teológico Latinoamericana» [1975], ET-1, pp. 187—218
- Ellacuría, Ignacio, «Filosofía, ¿Para Qué?» [1976], EF-3, pp. 115—132
- Ellacuría, Ignacio, «Fundamentación Biológica de la Ética» [1979], EF-3, pp. 251—269
- Ellacuría, Ignacio, «Universidad y Política» [1980], VA-1, pp. 17-46
- Ellacuría, Ignacio, «El Objeto de la Filosofía» [1981], VA-1, pp. 63-92
- Ellacuría, Ignacio, «Función Liberadora de la Filosofía» [1985], VA-1, pp. 93-122
- Ellacuría, Ignacio, «La Superación del Reduccionismo Idealista en Zubiri» [1988], EF-3, pp. 403—430
- Ellacuría, Ignacio, «El Desafío de las Mayorías Populares» (1989), EU, pp. 297—306
- Ellacuría, Ignacio, «En Torno al Concepto y a la Idea de Liberación» [1989], ET-1, pp. 629—657
- Ellacuría, Ignacio, «Utopía y Profetismo en América Latina» [1989], ET-2, pp. 233—294
- На конференции в честь 20-летия II Ватиканского собора. Выступает И. Эльякурия (1985) // Революция в церкви? (Теология освобождения): Документы и материалы / Сост. Н. Н. Поташинская. — М.: Международные отношения, 1991.